# Fazalur Rehman
Fazalur Rehman (Abbottabad, 15 de marzo de 1941-Abbottabad, Pakistán; 9 de marzo de 2023) fue un jugador de hockey sobre hierba pakistaní que jugó en la posición de medio-izquierdo.

## Carrera
Con la selección nacional jugó en 62 partidos y anotó dos goles, participó en dos ediciones de los Juegos Olímpicos, donde fue campeón en México 1968 (no jugó ningún partido) y finalista en Múnich 1972 donde anotó un gol ante India en siete partidos.
También ganó la Copa Mundial de Hockey Masculino de 1971 celebrada en España venciendo al anfitrión en la final por 1-0 y la medalla de oro en los Juegos Asiáticos de 1970 en Bangkok, Tailandia venciendo en la final a India por 1-0.

## Logros

### Internacional
- Juegos Olímpicos (1): 1968
- Copa Mundial de Hockey Masculino (1): 1971
- Juegos Asiáticos (2): 1970

### Distinciones
- Premio Pride of Perfomance en 1971.[4]

## Vida personal
Su sobrino Naeem Akhtar también jugó hockey sobre hierba con la selección nacional y participó en dos ediciones de los Juegos Olímpicos, siendo campeón en la edición de Los Ángeles 1984.